# Хоных (посёлок при станции)
Хоных (хак. Хоных — ночлег) — посёлок при станции Хоных в Усть-Абаканском районе Хакасии России. Входит в Райковский сельсовет.

## История
Возник как населённый пункт при узловой железнодорожной станции Хоных на линии Новокузнецк — Абакан

## География
Находится в 63 км от райцентра — пгт Усть-Абакан.

## Население
| 2002 | 2010 |
| ---- | ---- |
| 167  | ↗175 |

Число хозяйств — 62, население — 172 чел. (01.01.2004), в том числе русские, хакасы, чуваши, буряты и др.

## Инфраструктура
Путевое хозяйство: соединительная ветка на станцию Оросительный линии Ачинск — Абакан.
экономика
Часть трудоспособного населения работает на железнодорожной станции, другая — занята в личном подсобном хозяйстве.

## Транспорт
Автомобильный и железнодорожный транспорт.